# Anupong Paochinda

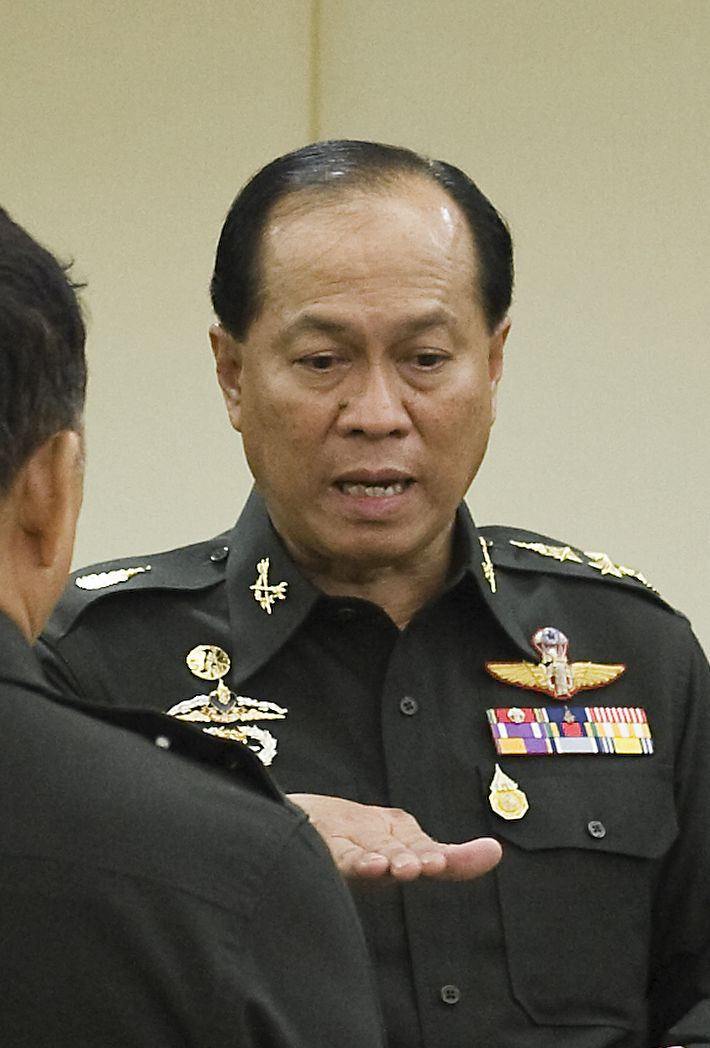
Armeechef Anupong Paochinda

Anupong Paochinda (Thai: อนุพงษ์ เผ่าจินดา, Aussprache: [ʔànùʔpʰoŋ pʰàwt͡ɕindaː]; * 10. Oktober 1949) ist ein thailändischer Heeresoffizier. Er war von 2007 bis 2010 der Oberbefehlshaber der Königlich Thailändischen Armee. Seit August 2014 ist er Innenminister in der Regierung des Generals Prayuth Chan-ocha.

## Leben

### Herkunft, Bildung und Familie
Anupong Paochinda wuchs in Bangkok auf und besuchte die Phanthasuksa-Pitthaya-Schule. 1966 besuchte er die Amnuay-Silpa-Schule und anschließend die Chulachomklao-Militärakademie. Auch verfügt er über einen Abschluss in Politikwissenschaften von der Ramkhamhaeng-Universität in Bangkok und über einen Abschluss von der thailändischen Hochschule für nationale Verteidigung. Anupong Paochinda ist mit Kunlaya Paochinda verheiratet und hat mit ihr zwei Kinder. Er gilt als Beatles-Fan und Hobby-Schlagzeuger.

### Militärkarriere
Anupong Paochinda war in seiner Position als Kommandierender der Ersten Armeeregion (zu der die in Bangkok und der Zentralregion stationierten Truppen gehören) Mitglied des Nationalen Sicherheitsrats, dessen Generäle im September 2006 gegen den damaligen gewählten Premierminister Thaksin Shinawatra putschten. Am 1. Oktober 2007 wurde er, als Nachfolger von Sonthi Boonyaratglin, in die einflussreiche Position des Oberbefehlshabers der Landstreitkräfte befördert.
Wie General Prawit Wongsuwan, der von 2008 bis 2011 Verteidigungsminister war, sowie Anupongs späterer Nachfolger als Heereschef Prayuth Chan-ocha, gehört Anupong zur innermilitärischen Clique der „Tiger des Ostens“. Alle drei haben ihre Karriere in der 2. Infanteriedivision begonnen, die in Ostthailand stationiert ist, insbesondere im 21. Infanterieregiment, der Leibgarde der Königin.

### Tätigkeit als Oberkommandierender des Heeres
Während der Unruhen der Volksallianz für Demokratie (PAD oder „Gelbhemden“) und Belagerung des Regierungsgebäudes durch deren Aktivisten, die den Ministerpräsidenten Samak Sundaravej am 2. September 2008 zur Ausrufung des Ausnahmezustandes veranlassten, beauftragte die Regierung Anupong mit der Wiederherstellung der öffentlichen Ordnung. Er schloss jedoch aus, mit militärischen Mitteln gegen die Demonstranten vorzugehen. Am 26. November 2008 forderte er angesichts der Besetzung des Flughafens durch die PAD sogar die Regierung – inzwischen unter der Führung von Somchai Wongsawat – auf, zurückzutreten. Nach dem Urteil des Verfassungsgerichts, das drei der Regierungsparteien auflöste und gegen mehrere ihrer Minister und Abgeordneten ein Politikverbot verhängte, leitete Anupong Berichten zufolge Gespräche hinter verschlossenen Türen, infolge derer die Bhumjaithai-Partei von Newin Chidchob die bisherige Regierungskoalition verließ und stattdessen der zuvor oppositionellen Demokratischen Partei von Abhisit Vejjajiva eine Mehrheit verschaffte. Manche Beobachter beschrieben diesen vom Chef des Heeres initiierten Regierungswechsel als „Putsch à la Anupong“.
Am 14. Januar 2010 ordnete er die Suspendierung von Generalmajor Khattiya Sawasdipol, einem ehemaligen Kommandeur des ISOC (Internal Security Operation Command), an, dem er vorwarf, zu den Regierungsgegnern, der United Front for Democracy Against Dictatorship (kurz UDD, umgangssprachlich „Rothemden“), übergelaufen zu sein.
Am 16. April 2010 übernahm er von Suthep Thaugsuban die Führung des Centre for the Resolution of the Emergency Situation (CRES). Das CRES wurde gegründet, um im Zuge der Unruhen der „Rothemden“ die Ordnung in Bangkok und verschiedenen Provinzen Thailands wiederherzustellen. In dieser Position war er verantwortlich für die blutige Niederschlagung der Proteste durch das Militär im Mai 2010.
Am 1. Oktober 2010 endete seine Amtszeit als Armeechef. Sein Nachfolger wurde Prayuth Chan-ocha.

### Berater der Junta und Minister nach dem Putsch 2014
Nach einem erneuten Militärputsch am 22. Mai 2014 ernannte ihn die von General Prayuth geleitete Junta zum stellvertretenden Vorsitzenden ihres „Beratergremiums“ mit Zuständigkeit für Sicherheitsfragen. Am 31. August 2014 wurde er zum Innenminister in Prayuths Kabinett ernannt.